# 185 (liczba)
185 (sto osiemdziesiąt pięć) – liczba naturalna następująca po 184 i poprzedzająca 186.

## W matematyce
- 185 jest liczbą bezkwadratową[1]
- 185 jest palindromem liczbowym, czyli może być czytana w obu kierunkach, w pozycyjnym systemie liczbowym o bazie 6 (505)
- 185 należy do siedmiu trójek pitagorejskich (57, 176, 185), (60, 175, 185), (104, 153, 185), (111, 148, 185), (185, 444, 481), (185, 672, 697), (185, 3420, 3425), (185, 17112, 17113).

## W nauce
- liczba atomowa unoctpentium (niezsyntetyzowany pierwiastek chemiczny)
- galaktyka NGC 185
- planetoida (185) Eunike
- kometa krótkookresowa 185P/Petriew

## W kalendarzu
185. dniem w roku jest 4 lipca (w latach przestępnych jest to 3 lipca). Zobacz też co wydarzyło się w roku 185, oraz w roku 185 p.n.e.